# Slidin' Slim
Slidin’ Slim, właściwie Anders Landelius (ur. w 1969 w Linköping) – szwedzki wokalista i gitarzysta bluesowy, kompozytor i autor tekstów. Laureat najbardziej prestiżowej nagrody dla bluesmanów w Szwecji: Janne Rosenqvist's Memorial Prize 2011, przyznawanej przez Jefferson Blues Magazine. Jeden z najpopularniejszych szwedzkich bluesmanów, częsty gość skandynawskich festiwali. Koncertował w Szwecji, Norwegii, Finlandii, Danii, Polsce, Niemczech, Holandii i USA.

## Kariera muzyczna
Dorastał słuchając Jerry'ego Lee, Chucka Berry'ego i Fats Domino, pod koniec lat 70. i wczesnych 80. odkrył Ramones, The Clash, Dead Kennedys i szwedzką scenę punkową. Założył swój pierwszy zespół jako 12-latek. 
Około 1990/91 zafascynował go delta blues i Son House, Charliego Pattona i Roberta Johnsona. Od 1994 skoncentrował się na bluesie. Zaczął uczyć się "sliden guitar" – techniki grania na gitarze, często używanej w muzyce bluesowej, polegającej na umieszczeniu obiektu na strunach podczas grania, aby stworzyć efekt glissanda i głębokie wibracje, które sprawiają, że muzyka jest emocjonalnie ekspresyjna. W tym też czasie przyjął przydomek Slidin’ Slim i rozpoczął współpracę z pianistą Fredrikiem Östergrenem. Slim zagrał swój pierwszy bluesgig w bluesclubie Jefferson w Linköping. Kolejnym znaczącym wydarzeniem, w życiu muzyka, był koncert z Bluesväder (później zmienił nazwę na Knock-Out Greg and Blue Weather) w Skitiga Duken w Sztokholmie.   
Slidin’ Slim gra głównie na gitarach akustycznych, rezofonicznych (dobro) i elektrycznych. Inspiruje się klasyką bluesa, łączy też standardy z nowoczesnością, włączając w swoje kompozycje loopy i sample. Po kilkunastu latach działalności i wydaniu dwóch klasycznie brzmiących płyt, w 2007  nagrał album, będący pomostem łączącym współczesność z korzenną estetyką bluesa minionego stulecia: One Man Riot.
Jego wyjątkowość potwierdziły recenzje, jakie płyta zdobyła w Europie i Stanach Zjednoczonych, gdzie została oficjalnie wydana przez wytwórnię NMR Records.

### Współpraca z muzykami
W 2009 Slim został zaproszony do Polski na jubileuszowy, X Festiwalu Satyrblues 2009 w Tarnobrzegu. Był to jego drugi występ na tym festiwalu i pierwszy wspólny występ z Magdą Piskorczyk, poprzedzony jedynie krótką próbą dźwięku. Jak odnotowano w magazynie Gitarzysta (2010/01): "Ich wspólny występ tak spodobał się publiczności, że z pierwotnie planowanych 15 minut zrobiło się 45, a kolejne bisy wydawały się potęgować jeszcze większy niedosyt". W sierpniu 2010 wydali wspólnie  album Live at Satyrblues będący zapisem tego koncertu. Zawiera on 7 utworów śpiewanych przez artystów na zmianę. Oboje grają na gitarach: Magda Piskorczyk na akustycznej, a Slim na dobro w towarzystwie dwójki muzyków z jej zespołu: Oli Siemieniuk grającej na gitarze elektrycznej i Grzegorza Zawilińskiego używającego okrojonego zestawu perkusyjnego, zawierającego między innymi łyżeczki i tarkę. Na płycie znajduje się też prezentacja multimedialna z zapisem wideo całego koncertu. Koncert z Magdą Piskorczyk był siódmą płytą w dorobku Slima, biorąc pod uwagę projekty solowe oraz nagrane w duetach i z jego zespołem The Soulbastards, z którym wystąpił w 2008 na Festiwalu Satyrblues. 
W 2016 Slidin' Slim razem z Erickiem Hanssonem wydali płytę Better Later Than Never, będącą efektem wieloletniej znajomości i wspólnych pasji muzycznych. Nagrali 10 piosenek z producentem Surjo Benigh i zespołem w składzie: Surjo grający na basie, Kjell Gustavsson - perkusja, Janne Pettersson - instrumenty klawiszowe, Micke Fall - harmonijka i Micke Stenberg - chórki. Nagrania rozpoczęli w studiu Jugglo Walls na początku 2016 roku.

## Dyskografia

### Slidin’ Slim
- I've had my fun (1997)
- One man, a whole lotta blues (2005)
- One man riot (2007)
- Live At Satyrblues 2008, CD/DVD (2009)

### Slidin’ Slim & Big Fred
- The stars come out at night (1998)
- Ten long years (2004)

### Kompilacje
- Resophonic Players of Europe (2005)

### Magda Piskorczyk & Slidin’ Slim
- Live at Satyrblues (2010)

### Slidin’ Slim & Jimmy Z
- Transatlantic Blues, Limited tour-CD (2010)

### Slidin’ Slim & Eric Hansson
- Better Later Than Never, (2016)